# Regionalwahl in Apulien 2015
Die Regionalwahl in Apulien 2015 fand am 31. Mai statt; der Regionalrat und der Präsident der Region Apulien wurden gleichzeitig gewählt.

## Wahlergebnis
| Kandidaten                                    | Kandidaten              | Stimmen   | %    | Listen                           | Stimmen   | %    | Mandate |
| --------------------------------------------- | ----------------------- | --------- | ---- | -------------------------------- | --------- | ---- | ------- |
|                                               | Michele Emilianogewählt | 793.831   | 47,1 | Partito Democratico              | 316.876   | 19,8 | 13      |
| Emiliano sindaco di Puglia                    | Michele Emilianogewählt | 793.831   | 47,1 | 155.840                          | 9,7       | 6    |         |
| Noi a Sinistra per la Puglia                  | Michele Emilianogewählt | 793.831   | 47,1 | 108.920                          | 6,8       | 4    |         |
| Popolari (UdC - CD - Realtà Italia)           | Michele Emilianogewählt | 793.831   | 47,1 | 99.021                           | 6,2       | 3    |         |
| La Puglia con Emiliano                        | Michele Emilianogewählt | 793.831   | 47,1 | 68.366                           | 4,3       | 3    |         |
| Partito Comunista d’Italia                    | Michele Emilianogewählt | 793.831   | 47,1 | 10.398                           | 0,6       | –    |         |
| Pensionati e Invalidi - Giovani Insieme       | Michele Emilianogewählt | 793.831   | 47,1 | 6.712                            | 0,4       | –    |         |
| Popolari per l’Italia                         | Michele Emilianogewählt | 793.831   | 47,1 | 6.575                            | 0,4       | –    |         |
| ↳ Gesamt                                      | Michele Emilianogewählt | 793.831   | 47,1 | 772.708                          | 48,3      | 29   |         |
|                                               | Antonella Laricchia     | 310.304   | 18,4 | Movimento 5 Stelle               | 275.114   | 17,2 | 6       |
| Nicht gewählte Direktkandidat                 | Antonella Laricchia     | 310.304   | 18,4 | –                                | –         | 1    |         |
| ↳ Gesamt                                      | Antonella Laricchia     | 310.304   | 18,4 | 275.114                          | 17,2      | 7    |         |
|                                               | Francesco Schittulli    | 308.168   | 18,3 | Oltre con Fitto                  | 155.771   | 9,7  | 4       |
| Movimento Politico Schittulli - Area Popolare | Francesco Schittulli    | 308.168   | 18,3 | 101.817                          | 6,4       | 4    |         |
| Fratelli d’Italia – Alleanza Nazionale        | Francesco Schittulli    | 308.168   | 18,3 | 39.164                           | 2,4       | –    |         |
| ↳ Gesamt                                      | Francesco Schittulli    | 308.168   | 18,3 | 296.752                          | 18,5      | 8    |         |
|                                               | Adriana Poli Bortone    | 242.641   | 14,4 | Forza Italia                     | 181.896   | 11,4 | 6       |
| Noi con Salvini                               | Adriana Poli Bortone    | 242.641   | 14,4 | 38.661                           | 2,4       | –    |         |
| Puglia Nazionale                              | Adriana Poli Bortone    | 242.641   | 14,4 | 9.186                            | 0,6       | –    |         |
| Partito Liberale Italiano                     | Adriana Poli Bortone    | 242.641   | 14,4 | 1.797                            | 0,1       | –    |         |
| ↳ Gesamt                                      | Adriana Poli Bortone    | 242.641   | 14,4 | 231.540                          | 14,5      | 6    |         |
|                                               | Riccardo Rossi          | 17.110    | 1,0  | L’Altra Puglia                   | 14.513    | 0,9  | –       |
|                                               | Gregorio Mariggiò       | 7.559     | 0,4  | Federazione dei Verdi            | 6.278     | 0,4  | –       |
|                                               | Michele Rizzi           | 5.056     | 0,3  | Partito di Alternativa Comunista | 3.414     | 0,2  | –       |
| Gesamt                                        | Gesamt                  | 1.684.669 | 100  |                                  | 1.600.319 | 100  | 50      |